# George Buza
George Buza (n. 7 ianuarie 1949, Cleveland, Ohio, SUA) este un actor canadiano-american. Este născut în America, bunicul său este din Ungaria. Buza este probabil cel mai bine cunoscut pentru vocea Bestiei din seria animată X-Men.

## Filmografie

### Film
- High-Ballin' (1978) - Warehouseman
- Fast Company (1979) - Meatball
- The Amateur (1981) - Terrorist #4
- Quest for Fire (1981) - The Kzamm Tribe
- Highpoint (1982) - Alex
- Martin's Day (1985) - Prison Guard 1
- Academia de vacanță (Meatballs III: Summer Job, 1986) - Mean Gene
- Busted Up (1986) - Captain Hook
- The Last Season (1986) - Patterson
- Oklahoma Smugglers (1987) - Hugo
- Sticky Fingers (1988) - Polițist
- The Brain (1988) - Varna
- Destiny to Order (1989) - Burgundy Red
- Soldat de elită II: Răzbunarea (Snake Eater II: The Drug Buster, 1989) - Rico
- Stella (1990) - George
- Straight Line (1990) - Big Boy
- Open Season (1995) - Orly Travis
- Pocahontas: The Legend (1995) - Jules
- The Michelle Apts. (1995) - Burt
- Henry & Verlin (1996) - Butch
- Shoemaker (1996) - Jerry
- The Arrangement (1999) - Willy Morton
- X-Men (2000) - Trucker
- Knockaround Guys (2001) - Earl at the Gun Shop
- Duct Tape Forever (2002) - Motel Manager
- Cold Creek Manor (2003) - Antique Dealer
- Still Small Voices (2007) - Wife Beater Terrance Reed
- Întorși dintre morți (Diary of the Dead, 2007) - Tattooed Biker
- Production Office (2008) - Big John
- Camille (2008) - Motel Manager
- You Might as Well Live (2009) - Bartender
- The Mountie (2011) - Kleus
- A Little Bit Zombie (2012) - Capt'n Cletus
- Fish N Chips: The Movie (2013) - Chipsus Barbotus / The Admiral (voce)
- The Christmas Switch (2014) - Burly Man
- A Christmas Horror Story (2015) - Moș Crăciun / Norman
- Mean Dreams (2016) - Pawnshop Clerk
- Elliot: O poveste de Crăciun (Elliot the Littlest Reindeer, 2018) - Moș Crăciun (voce)

### Televiziune
- Star Wars: Droids (1985) - (voce)
- Star Wars: Ewoks (1985) - Chief Chirpa (voce)
- Maniac Mansion (1990-1993) - Turner Edison
- X-Men Animated Series (1992-1997) - Beast / Dr. Henry 'Hank' McCoy (voce)
- Tales from the Cryptkeeper (1993-1994) - William / Mr. Armstrong (voce)
- Dog City (1994) - Steven (voce)
- Spider-Man (1995) - Beast (voce)
- The Neverending Story (1995-1996) - Ogre / East Wind
- Mythic Warriors: Guardians of the Legend (1998-1999) - King Minos / Gorgus (voce)
- Power Stone (1999) - Kraken (voce, dublaj în engleză)
- Monster by Mistake (1999) - Kragon (voce)
- Noddy (2000) - Gus the Garbage Truck Driver
- Beyblade (2001-2005) - Grandpa Granger (voce, dublaj în engleză)
- Franny's Feet (2004-2005) - Grandpa (voce)
- Grossology (2006-2007) - Sloppy Joe / Frankenbooger (voce)
- Sidekick (2011) - Sheriff Marshall (voce)
- The Case For Christmas (2011) - Kris Kringle (Santa Claus)
- Elinor Wonders Why (2020) - Grandpa Rabbit / Baba (voce)